# 1403-as mellékút (Magyarország)
Az 1403-as mellékút egy csaknem 9 kilométer hosszú, négy számjegyű mellékút Győr-Moson-Sopron vármegyében; Hédervártól húzódik az 1-es főút horvátkimlei szakaszáig.

## Nyomvonala
Hédervár központjában ágazik ki az 1401-es útból, annak a 21+150-es kilométerszelvénye táján, délnyugat felé; tulajdonképpen az (ugyanott északnyugatnak forduló) 1401-es addigi irányát tekintve egyenes annak folytatásaként. Rózsa Ferenc utca néven húzódik a belterület nyugati széléig, amit körülbelül 1 kilométer után ér el. A 2. kilométere táján, pár száz méteren át darnózseli területen halad, de lakott helyeket ott egyáltalán nem érint.
2,4 kilométer után lépi át Kimle határát; 3,6 kilométer után eléri Novákpuszta településrészt, s ugyanott beletorkollik északkelet felől az 1404-es út. Rövid itteni, belterületi szakasza a Hédervári út nevet viseli, de nem sokkal a 4. kilométere után már újra külterületek közt húzódik.
5,7 kilométer után éri el Magyarkimle településrész első házait, melyek közt a Fő út nevet veszi fel, majd alig több mint egy kilométerrel arrébb délnek fordul és étszeli a Mosoni-Duna folyását. Települési neve a túlparton is változatlan marad, de ott már Horvátkimle településrészen folytatódik. Ez utóbbi belterületének délnyugati szélén ér véget, beletorkollva az 1-es főútba, annak a 153+650-es kilométerszelvénye közelében.
Teljes hossza, az országos közutak térképes nyilvántartását szolgáló kira.kozut.hu adatbázisa szerint 8,829 kilométer.

## Települések az út mentén
- Hédervár
- (Darnózseli)
- Kimle